# Challengers (album)
Challengers è il quarto album in studio del gruppo musicale indie rock canadese The New Pornographers, pubblicato nel 2007.

## Tracce
1. My Rights Versus Yours – 4:14
2. All the Old Showstoppers – 4:07
3. Challengers – 3:29
4. Myriad Harbour – 3:55
5. All the Things That Go to Make Heaven and Earth – 3:06
6. Failsafe – 2:36
7. Unguided – 6:30
8. Entering White Cecilia – 3:26
9. Go Places – 4:27
10. Mutiny, I Promise You – 4:09
11. Adventures in Solitude – 4:14
12. The Spirit of Giving – 4:00

## Formazione
- A.C. Newman – voce, chitarra, piano, wurlitzer, mandolino, percussioni, basso
- Neko Case – voce
- John Collins – basso, glockenspiel, mandolino, chitarre, percussioni
- Kurt Dahle – batteria, percussioni, voce
- Todd Fancey – chitarra, banjo, percussioni
- Dan Bejar – voce, chitarra, sintetizzatore, armonium
- Blaine Thurier – Fender Rhodes, sampler
- Kathryn Calder – voce, piano